# De vita

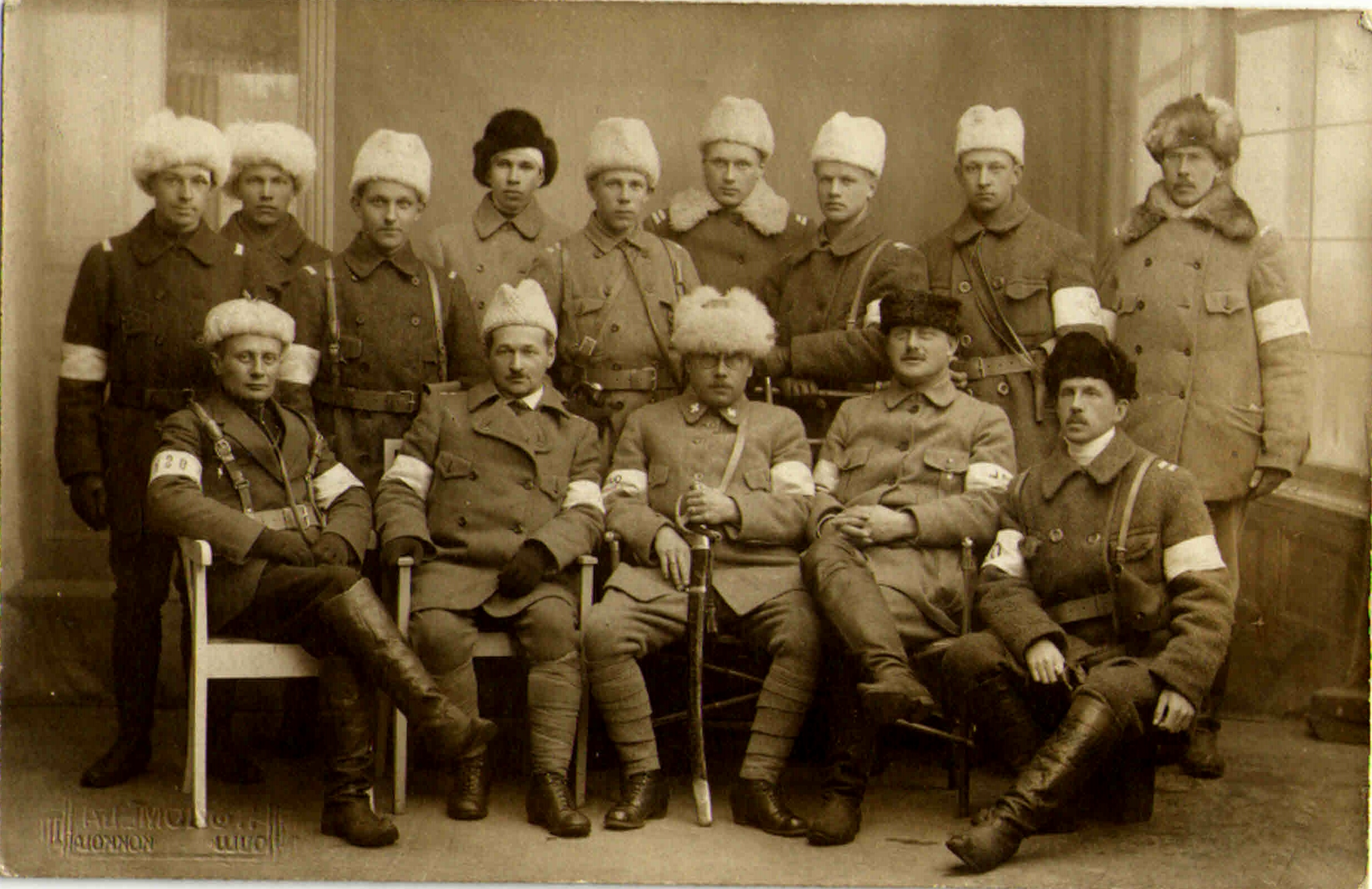
Finska vitgardister i Uleåborg, 1918.

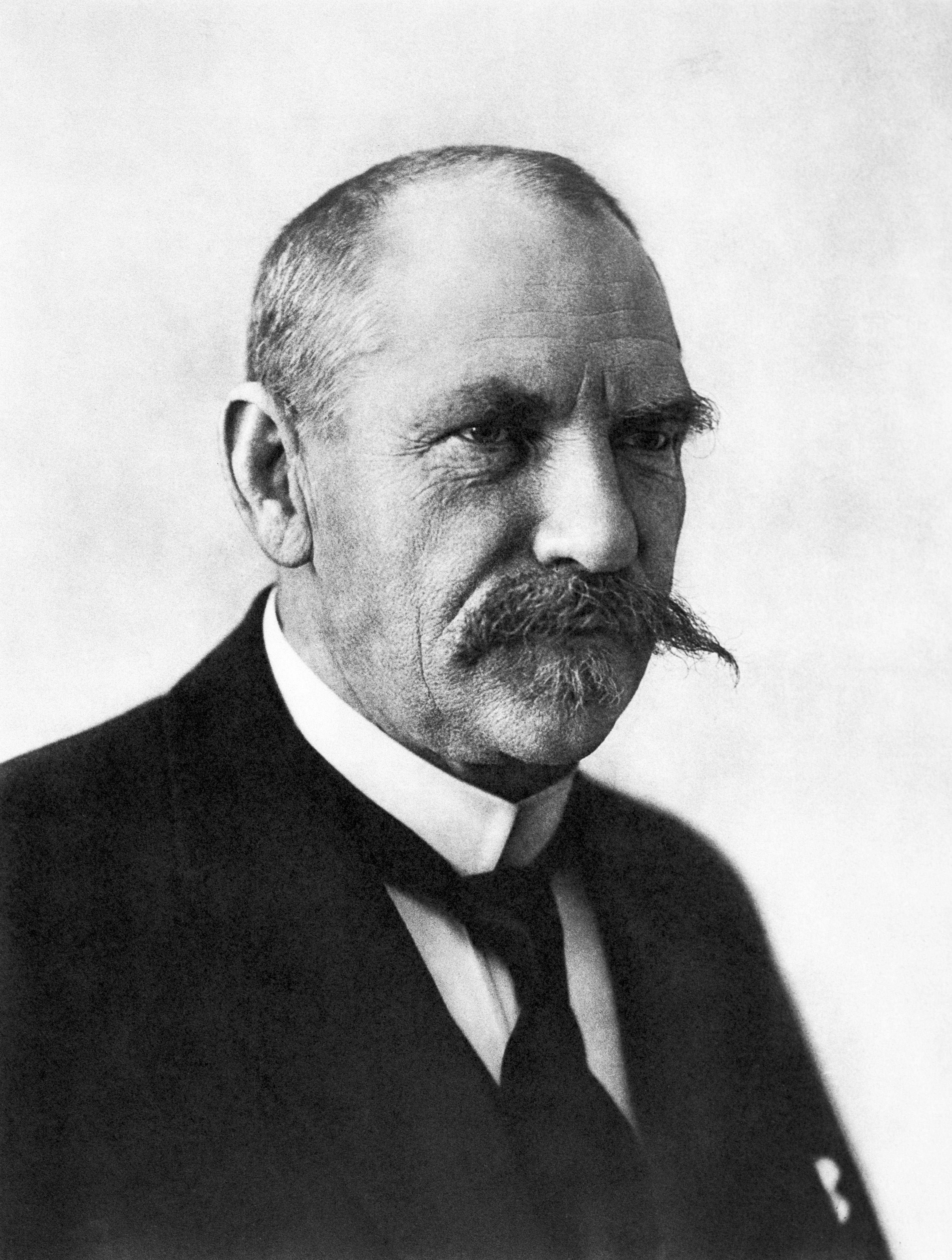
De vitas ledare Pehr Evind Svinhufvud.

De vita utgjorde den ena parten i finska inbördeskriget samt i det krig som uppstod i Ryssland efter oktoberrevolutionen. Motståndarna var de röda.
De vita bestod huvudsakligen av agrara krafter och dess ledning dominerades till en märkbar del av personer med finlandssvenskt ursprung och finländska officerare som tjänstgjort i den före detta kejserliga ryska armén. Politisk ledare för de vita i Finland var president Pehr Evind Svinhufvud och deras militäre befälhavare var Gustaf Mannerheim. Den 25 januari 1918 förklarade den finska senaten skyddskåren som regeringens styrkor och som sedermera att vara stommen för de vita.
Den vita armén bestod huvudsakligen av bönder och lägre medelklass, medan de röda bestod av arbetare från tätorter och landsbygdsbosättare med knappa tillgångar. De vita etablerade en regering i Vasa kallad Vasasenaten, medan de röda etablerade en revolutionsregering i Helsingfors kallad Finska folkdelegationen.
De vita bestod som mest av omkring 70 000 soldater, varav cirka 2000 kom från 27:e preussiska jägarbataljonen och 1200 var frivilliga från Sverige. De 2000 jägarna hade tagit sig till Tyskland för att utbildas med målet att i framtiden befria Finland från rysk kontroll. 
Mycket av den vita arméns krafter gick åt till att kontrollera järnvägarna då de var avgörande för båda sidornas möjligheter att färdas snabbt genom landet. 
Efter det blodigaste slaget i nordisk historia i Tammerfors i april 1918 segrade den vita armén. Även efter inbördeskrigets slut fortsatte strider, och den vita terrorn började med bland annat avrättningar av röda krigsfångar utan rättegång och trakasserier av civila som beskylldes för samarbete med den röda armén. 75 000 krigsfångar bestående av röda soldater och civila levde i fångläger med knapphändigt med mat och sanitära utrymmen. Mannerheim uppmanade armén att behandla krigsfångar enligt lag, och efter att staten tog över fånglägren förbättrades förhållandena.